# Benita Parra
Benita Parra (* 14. Juli 2002) ist eine bolivianische Leichtathletin, die im Mittel- und Langstreckenlauf antritt.

## Sportliche Laufbahn
Erste internationale Erfahrungen sammelte Benita Parra bei den Crosslauf-Südamerikameisterschaften 2023 in Poços de Caldas nach 41:16 min den fünften Platz belegte. Im Juli wurde sie dann bei den Halbmarathon-Südamerikameisterschaften in Santa Cruz de la Sierra nach 1:22:26 h Neunte. Im Jahr darauf gewann sie bei den Hallensüdamerikameisterschaften in Cochabamba in 4:39,93 min die Bronzemedaille im 1500-Meter-Lauf hinter der Peruanerin Anita Poma und María Pía Fernández aus Uruguay und siegte in 10:05,90 min im 3000-Meter-Lauf. Im Mai belegte sie bei den Ibero-Amerikanischen Meisterschaften in Cuiabá in 9:40,44 min den vierten Platz über 3000 Meter und gelangte mit 16:48,06 min auf Rang fünf im 5000-Meter-Lauf. Anschließend gewann sie bei den U23-Südamerikameisterschaften in Bucaramanga in 35:39,10 min die Silbermedaille über 10.000 Meter hinter der Brasilianerin Núbia Silva und siegte über 5000 Meter mit neuem Meisterschaftsrekord von 16:30,61 min. 2025 verteidigte sie bei den Hallensüdamerikameisterschaften in Cochabamba in 9:43,90 min ihren Titel über 3000 Meter und sicherte sich über 1500 Meter in 4:30,18 min die Silbermedaille hinter der Peruanerin Anita Poma. Ende April belegte sie bei den Südamerikameisterschaften in Mar del Plata in 16:18,53 min den sechsten Platz über 5000 Meter und gelangte mit 4:33,75 min auf Rang neun über 1500 Meter.
2024 wurde Parra bolivianische Hallenmeisterin über 800-, 1500- und 3000-Meter sowie 2025 über 1500 und 3000 Meter. Zudem wurde sie 2024 auch Landesmeisterin über 1500 Meter im Freien.

## Persönliche Bestleistungen
- 800 Meter: 2:18,4 min, 13. Januar 2024 in Cochabamba
- 1500 Meter: 4:33,75 min, 25. April 2025 in Mar del Plata
  - 1500 Meter (Halle): 4:30,18 min, 22. Februar 2025 in Cochabamba
- 3000 Meter: 9:40,44 min, 10. Mai 2024 in Cuiabá
  - 3000 Meter (Halle): 9:43,90 min, 23. Februar 2025 in Cochabamba
- 5000 Meter: 16:12,61 min, 30. März 2025 in Lima (bolivianischer Rekord)
- 10.000 Meter: 34:12,68 min, 28. März 2025 in Lima
- Halbmarathon: 1:22:26 h, 2. Juli 2023 in Santa Cruz de la Sierra